# Wolfgang Fürstner (Verbandsfunktionär)
Wolfgang Fürstner (* 21. Juli 1944 in Breslau) war Hauptgeschäftsführer des Verbands Deutscher Zeitschriftenverleger (VDZ).

## Leben
Fürstner ist Volljurist, war ursprünglich als Anwalt tätig und kam 1978 zum VDZ. Dort arbeitete er zunächst im Bereich Tarif- und Sozialpolitik, den er schließlich als Abteilungsleiter und Justitiar führte. 1979 übernahm er die Geschäftsführung der Fachgruppe Publikumszeitschriften. 1985 wurde er stellvertretender Hauptgeschäftsführer des Verbandes. Von 1992 bis 1995 war er Geschäftsführer und zugleich Vorsitzender der Fachgruppe Publikumszeitschriften und von 1995 bis 2011 Geschäftsführender Vorstand des Fachverbandes „Die Publikumszeitschriften“ im VDZ.
Fürstner gründete die VDZ Akademie GmbH und fungierte als deren treuhänderischer Gesellschafter. 1997 übernahm er die Hauptgeschäftsführung des Verbands Deutscher Zeitschriftenverleger. Vom 29. Juni 2006 bis zum 31. Dezember 2011 war Fürstner geschäftsführendes Mitglied des VDZ-Präsidiums. Am 5. Dezember 2011 wurde er von der Staatsministerin Maria Böhmer mit dem Bundesverdienstkreuz ausgezeichnet.
Fürstner ist Vorstandssprecher der von ihm gegründeten Deutschlandstiftung Integration. Ab 2012 leitet er ein Beratungsbüro für Politik und Medien. Er berät die Deutsche Post AG und den Axel-Springer-Verlag.
Wolfgang Fürstner ist verheiratet und hat fünf Kinder. Seit 1967 ist er Mitglied des Corps Saxo-Borussia Heidelberg.
Fürstner ist Vorsitzender des Kuratoriums der Margot Friedländer Stiftung.